# デヴィッド・スカルパ
デヴィッド・スカルパ（David Scarpa）は、アメリカ合衆国の脚本家。
ケンタッキー州フォート・キャンベル出身。ニューヨーク大学で映画を学ぶ。『ゲティ家の身代金』、『ナポレオン』、『グラディエーターII 英雄を呼ぶ声』といった、リドリー・スコット監督作品の脚本を手がけているほか、テレビドラマ『高い城の男』では製作総指揮も担当している。

## 主な作品
- ラスト・キャッスル The Last Castle (2001)
- 地球が静止する日 The Day the Earth Stood Still (2008)
- ゲティ家の身代金 All the Money in the World (2017)
- 高い城の男 The Man in the High Castle (2019) テレビドラマ、3エピソード、製作総指揮も
- ナポレオン Napoleon (2023)[2]
- グラディエーターII 英雄を呼ぶ声 Gladiator II (2024) 原案も
- Cleopatra (TBA)[3][4][5]